# XYZ (gruppo musicale britannico)
Gli XYZ sono stati un supergruppo progressive rock britannico degli anni ottanta.
Il nome XYZ sta per "Ex-Yes-&-Zeppelin": ne facevano parte infatti Jimmy Page (chitarrista dei Led Zeppelin), Chris Squire e Alan White (rispettivamente bassista e batterista degli Yes), nonché Dave Lawson (tastierista dei Greenslade). Su richiesta di Page, che riteneva che il gruppo avesse bisogno di un cantante all'altezza, anche Robert Plant (ancora Led Zeppelin) partecipò a qualche sessione di prova col gruppo, ma nel 1981 decise di non entrarvi. L'intero progetto fu abbandonato poco dopo, senza che gli XYZ avessero mai pubblicato alcunché.
Dalla metà degli anni novanta, hanno cominciato ad apparire numerose registrazioni bootleg delle sessioni di prova degli XYZ (spesso indicate con The XYZ Sessions), originariamente incise nello studio privato a casa di Squire a New Pipers, Virginia Water, Surrey, nell'aprile del 1981. Si pensa che queste copie pirata provengano da nastri rubati nel 1987 dalla casa di Jimmy Page a Cookham, nel Berkshire.
Di quattro demo è certo che siano state registrate nel 1981: due brani strumentali (il primo è una versione embrionale di Fortune Hunter, pubblicata poi dai The Firm; il secondo fu incorporato nel brano Mind Drive degli Yes del 1997) e due pezzi cantati che vengono chiamati Telephone Secrets (o Telephone Spies) e And (Do) You Believe It (o Can You See). Quest'ultimo brano fu riscritto dagli Yes e apparve col titolo Can You Imagine sull'album Magnification del 2001.
Nel dicembre del 1981, poco prima di formare il gruppo "Cinema", Squire e White pubblicarono il singolo Run With the Fox, anch'esso basato su una melodia degli XYZ, e in seguito incluso nel cofanetto degli Yes Yesyears.

## Musicisti
- Jimmy Page - chitarra
- Chris Squire - basso, tastiere, voce
- Alan White - batteria
- Dave Lawson - tastiere